# Rhynie flint
Rhynie flint er en aflejring fra tidlig devon. Den findes nær ved landsbyen Rhynie i Aberdeenshire, og den rummer usædvanligt velbevarede plante- svampe- lav- og dyrematerialer, som er forstenet i den oprindelige, rumlige form, da de blev indkapslet i hurtigthærdende, vulkanske mimeraler. Hovedparten af fossillejet består af primitive planter (der havde vandførende celler og sporer, men ingen ægte blade) sammen med leddyr, laver, alger og svampe.
Dette fossilleje er bemærkelsesværdigt af to grunde. For det første på grund af aflejringens alder (tidlig devon), dannet for ca. 410 millioner år siden,) hvad der placerer den i et tidligt stadium i koloniseringen af landjorden. For det andet er disse flitaflejringer berømte for deres usædvanlige bevaring af organismernes fineste strukturer, hvor de enkelte cellers vægge er tydeligt synlige på polerede stykker. Man har fundet spalteåbninger og rester af lignin i plantefossilerne, men også åndedrætsapparatet hos trigonotarbiderne – i spindlernes klasse – (de kaldes også for "boglunger") kan ses på tværsnit. Man kan finde svampehyfer, der er på vej ind i plantemateriale, hvor de virker som nedbrydere og mykorrhiza.

## Stedet
Aflejringen ligger under et mindst 1 m tykt afrømningslag på en lille mark nær ved landsbyen Rhynie, hvad der gør den praktisk taget utilgængelig for samlere, men desuden er stedet erklæret for Site of Special Scientific Interest (et sted af særlig, videnskabelig interesse), sådan at det er beskyttet af myndighederne. Rhynie flinten strækker sig over et areal på ca. 80 x 90 m. Et andet leje, "Windyfield flint", ligger ca. 700 fra Rhynie.
Noter
1. ↑  C.M. Rice, W.A. Ashcroft, D.J. Batten, A.J. Boyce, J.B.D. Caulfield, A.E. Fallick, M.J. Hole, E. Jones, M.J. Pearson, G. Rogers, J.M. Saxton, F.M. Stuart, N.H. Trewin og G. Turner: A Devonian auriferous hot spring system, Rhynie, Scotland i Journal of the Geological Society, 1995, 152, 2 side 229–250. Se et abstract online
2. ↑  R.R. Parrish: Natural Environment Research Council. Annual Report 2004
3. ↑  Nigel H. Trewin og Elizabeth Wilson: Correlation of the Early Devonian Rhynie chert beds between three boreholes at Rhynie, Aberdeenshire i Scottish Journal of Geology, 2004, 40, 1 side 73–81. Se et abstract online

57°20′12″N 2°50′29″V / 57.3367°N 2.8414°V